# 松木武彦
松木 武彦（まつぎ たけひこ、1961年10月30日 - 2024年9月21日）は、日本の歴史学者、考古学者。国立歴史民俗博物館教授。妻は岡山大学教授（ジェンダー考古学）の松本直子。古墳時代の研究で知られ、古代の戦争、軍事関連など研究の領域を大きく広げた。

## 概略
愛媛県西条市生まれ。1980年、愛媛県立西条高等学校を卒業。1984年、大阪大学文学部国史学科を卒業。1986年、同大学院文学研究科修士課程修了。1990年、同大学院文学研究科博士課程を中退し、岡山大学埋蔵文化財調査研究センター助手に就任。1995年より岡山大学文学部助教授、2007年同社会文化科学研究科准教授、2010年教授。2014年より国立歴史民俗博物館考古研究系教授。
専攻は考古学、特に認知考古学。最近の研究テーマは、弥生時代～古墳時代の日本列島史と吉備地域史の考古学的調査研究、戦争と平和の考古学的研究、進化・認知科学を用いた考古学理論の再構築、日本列島およびブリテン島先史社会の比較考古学的研究。
2005年「日本列島先史時代の武器と戦い」で大阪大学博士（文学）を取得。
2004年に岡山市文化奨励賞、2008年『列島創世記 旧石器・縄文・弥生・古墳時代』でサントリー学芸賞をそれぞれ受賞している。読売新聞読書委員。
2024年9月21日、がんのため岡山市内の病院で死去。62歳没。

## 著作

### 単著
- 『人はなぜ戦うのか 考古学からみた戦争』講談社選書メチエ、2001、中公文庫 2017
- 『日本列島の戦争と初期国家形成』東京大学出版会、2007
- 『全集・日本の歴史〈1〉 列島創世記 旧石器・縄文・弥生・古墳時代』小学館、2007
- 『進化考古学の大冒険』新潮選書、2009
- 『古墳とはなにか 認知考古学からみる古代』角川選書、2011、角川ソフィア文庫 2023
- 『未盗掘古墳と天皇陵古墳』小学館 2013
- 『美の考古学 古代人は何に魅せられてきたか』新潮選書 2016 [5]
- 『縄文とケルト 辺境の比較考古学』ちくま新書 2017
- 『古墳』角川ソフィア文庫 2024

### 共編著
- 宇田川武久『人類にとって戦いとは〈2〉戦いのシステムと対外戦略』東洋書林 1999
- 設楽博己・藤尾慎一郎『弥生時代の考古学 1、2、6-8』同成社、 2008-2009
- 『文化進化の考古学』中尾央,三中信宏共編著 勁草書房 2017
- 『ここが変わる！ 日本の考古学－先史・古代史研究の最前線』藤尾慎一郎共編　吉川弘文館　2019　ISBN　9784642083423
- 『日本の古墳はなぜ巨大なのか－古代モニュメントの比較考古学』国立歴史民俗博物館・福永伸哉・佐々木憲一共編　吉川弘文館　2020　ISBN　9784642093552
- 『水と人の列島史－農耕・都市・信仰』関沢まゆみ共編　吉川弘文館　2024　ISBN　9784642084567

## メディア出演
- BS歴史館（2012年6月7日、NHK BSプレミアム）
- ETV特集「誕生 ヤマト王権～いま前方後円墳が語り出す～」（2021年3月27日、NHK Eテレ）[6]